# Staré Mesto (Košice)
Staré Mesto (Oude Stad, Hongaars: Kassa-Óváros) is een wijk van Košice. Ze maakt deel uit van het district Košice I.
Staré Mesto telt 20.341 inwoners.

## Geschiedenis
De wijk Staré Mesto is de enige in Košice die ligt op de plaats waar eertijds de eigenlijke stad ontstond. De belangrijkste historische monumenten bevinden zich hier, in dit stadsdeel, dat het grootste stedelijk monumentenreservaat in Slowakije is. De wijk wordt gevormd door de Hlavná ulica en de aangrenzende straten: Kováčska, Mlynská, Hrnčiarska, Alžbetina en Mäsiarska. Vanaf de 14e eeuw tot het einde van de 18e eeuw was deze historische kern omsloten door een stadsmuur. 

## Topografie

### Wijken
Het stadsdeel bestaat uit drie wijken : Huštáky (0,71 km² oppervlakte), Letná (0,69 km² oppervlakte) en Stredné Mesto (2,94 km² oppervlakte).
In het stadsdeel bevinden zich:
- het historisch stadscentrum,
- de woonwijk Kuzmány,
- de stationswijk : de omgeving van het spoorwegstation en het stadspark.

### Straten
Alvinczyho, Alžbetina, Bačíkova, Bajzova, Baštová, Belanská, Bellova, Bencúrova, Biela, Bocatiova, Bočná, Bosákova, Bottova, Boženy Němcovej, Branisková, Czambelova, Čajakova, Čajkovského, Československej armády, Dargovská, Doktora Kostlivého, Dominikánske námestie, Drevný trh, Festivalové námestie, Floriánska, Františkánska, Galenova, Garbiarska, Haviarska, Hlavná, Hlavné námestie, Hradbová, Hrnčiarska, Husárska, Hutnícka, Hviezdoslavova, Jakobyho, Jarná, Jesenná, Jesenského, Jilemnického, Jiskrova, Kapitána Nálepku, Karpatská, Kasárenské námestie, Kmeťova, Komenského, Kováčska, Krmanova, Kuzmányho, Lermontovova, Letná, Löfflerova, Lomená, Magurská, Malá, Masarykova, Mäsiarska, Mestský park, Mlynská, Mojmírova, Mozyesova, Muránska, Murgašova, Námestie Ladislava Novomeského, Námestie Maratónu mieru, Námestie slobody, Orlia, Pajorova, Palackého, Park Angelinum, Podtatranského, Poštová, Pri jazdiarni, Pri Miklušovej väznici, Pri plynárni, Pribinova, Priemyselná, Protifašistických bojovníkov, Puškinova, Rampová, Rooseveltova, Rumanova, Senný trh, Slovenskej jednoty, Staničné námestie, Stará baštová, Stará prešovská, Strojárska, Stromová, Svätoplukova, Škultétyho, Šrobárova, Štefánikova, Štítová, Štúrova, Tajovského, Tatranská, Thurzova, Timonova, Továrenská, Tyršovo nábrežie, Univerzitná, Uršulínska, Vodná, Vojenská, Vrátna, Zádielska, Zámočnícka, Zbrojničná, Zimná, Zvonárska, Železničná, Žriedlová.

### Waterlopen
- Hornád,
- Čermeľský potok,
- Mlynský náhon.

## Blazoen
Het blazoen bestaat uit drie gouden lelies, bovenaan geplaatst op een blauwe achtergrond, met in het midden van het schild in totaal acht lagen afwisselend zilver en rood.

## Cultuur en attracties

### Theater
Het Staatstheater is gelegen aan de Hlavná ulica.

### Musea
- Oost-Slowaaks Museum
- Slowaaks Technisch Museum
- Archeologisch museum
- Oost-Slowaakse Galerij
- Rodošto
- Gevangenis van Mikluš
- Planetarium
- Vojtech Löffler Museum

### Muziek
Het Philharmonisch Staatsorkest (ŠfK) is sedert 2020 in gevestigd in het gebouw van de Neologe Synagoge aan de Moyzesova ulica.

### Gebouwen

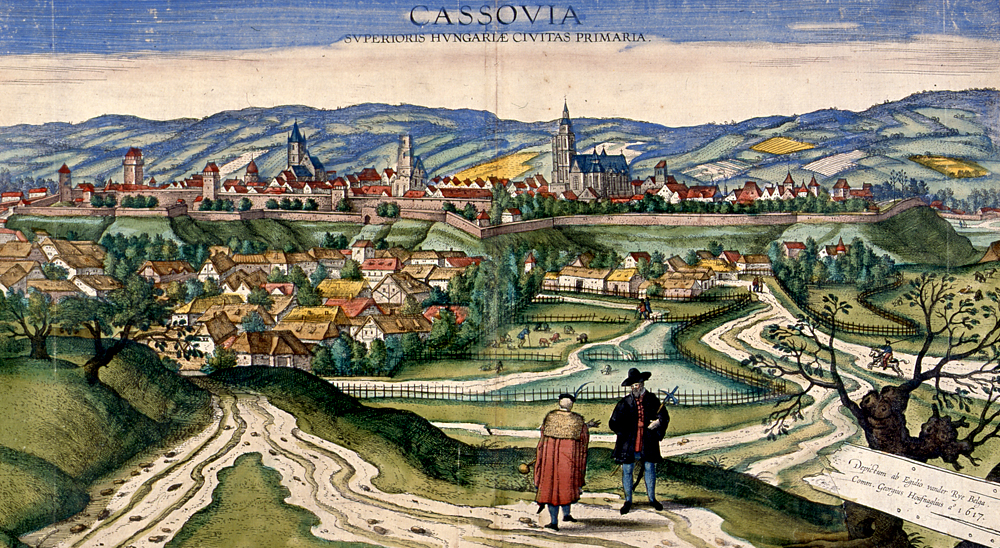
Vanaf de 14e eeuw tot het einde van de 18e eeuw was de historische kern omsloten door een stadsmuur.

Zie: Hlavná ulica.

#### Algemeen
Zie de categorie: Bouwwerk in Košice.

#### Monumenten(Selectie)
- Jakab's Paleis (Mlynská ulica - Vertaald: Mlynská-straat)
- Gevangenis van Mikluš (Pri Miklušovej väznici - Vertaald: Buurt van de Mikluš-gevangenis)
- Openbare bibliotheek Ján Bocatia (Hviezdoslavova-straat)
- Oost-Slowaaks Museum (Námestie Maratónu mieru - Plein van de Vredesmarathon)
- Dominicanenkerk (Dominikánske námestie - Dominicanenplein)
- Militair hoofdkwartier (Námestie Maratónu mieru - Plein van de Vredesmarathon)
- Directiegebouw van de Spoorwegen (Železničná ulica - Spoorwegstraat)
- Oud stationsgebouw (oeuvre van architect Ferenc Pfaff) (gesloopt)

### Parken
- Stadspark (voorheen : Generaal Petrov-park) (Stanicé námestie - Vertaald: Stationsplein)
- Park aan de Houtmarkt & Feldov-park (beide aan het kruispunt Drevnom trhu met Rooseveltova, in de omgeving van het Stationsplein)
- Hoofdpleinpark (Hlávna ulica)
- Parkje van het Vrijheidsplein (Hlávna ulica / Námestí slobody) (Vrijheidsplein, aan de Sint-Michielskerk)
- Račkov-park (kruispunt Letná met Komenského).
- Moyzespark aan de Moyzesova ulica